# Cousinia freynii
Cousinia freynii là một loài thực vật có hoa trong họ Cúc. Loài này được Bornm. & Sint. mô tả khoa học đầu tiên năm 1911.